# The New World Order
The New World Order é um livro escrito pelo romancista britânico H. G. Wells, publicado em janeiro de 1940.